# Ars rhetorica
Ars rhetorica – polski średniowieczny traktat w języku łacińskim z XV wieku, poświęcony retoryce, przypisywany Stanisławowi Ciołkowi.
Traktat powstał prawdopodobnie w Krakowie w latach 1420-1425. Przystosowany jest do celów dydaktycznych. Rozpoczyna się pochwałą retoryki jako sztuki wyzwolonej. W dalszej części zawarte są informacje o pochodzeniu retoryki, pożytkach i częściach, a także definicje, schematy układu mowy, opisy reguł. W tekście znajdują się m.in. odniesienia do dzieła De inventione Cycerona.